# Ercole Agliardi
Ercole Agliardi (San Marco dei Cavoti, 24 febbraio 1871 – Colonia, 22 gennaio 1947) è stato un giornalista e saggista italiano.

## Biografia
Primogenito dei cinque figli di Filomena Cocca di San Marco dei Cavoti e del conte Carlo Agliardi di nobile casato di Cologno al Serio, compì gli studi al Politecnico di Monaco (1894) e si laureò poi in ingegneria.
Conobbe all'università di Pisa il professore di economia politica Giuseppe Toniolo, uno dei principali artefici dell'inserimento dei cattolici nella vita politica italiana, e si distinse particolarmente tra i seguaci del maestro, collaborando a lungo con lui. Guidò, infatti, la Segreteria studenti del Lavoro Sociale e scrisse per la Rivista internazionale di scienze sociali e altri periodici, affiancando e assistendo nel contempo lo zio cardinale Antonio Agliardi che pure ebbe un ruolo decisivo nella nascita della Democrazia Cristiana.
A cavallo tra i due secoli scrisse i suoi primi saggi (Il partito Democratico Cristiano e l'ora presente, sulla rivista Cultura Sociale, giugno 1899), e diede inoltre inizio ad un'assidua attività giornalistica come corrispondente estero de L'Osservatore Cattolico dall'Austria, dalla Germania, dalla Svizzera e dall'Inghilterra, mentre nei lustri successivi passò a ricoprire vari incarichi diplomatici tra cui quello di vice console d'Italia a Colonia sul Reno e rappresentante all'estero del ministero del Commercio e dell'Industria.
Esperto e studioso di diritto del lavoro, di politica ed economia coloniale, partecipò anche in tale veste a vari congressi, tra i quali quello di Basilea sin dal 1901 come delegato della Sezione Italiana, tenne rapporti personali ed epistolari con varie insigni personalità legate alla nascente Democrazia Cristiana, tra cui Luigi Sturzo, Toniolo e Romolo Murri.
Fu autore di vari saggi, articoli e rendiconti congressuali.
Insignito dell'onorificenza di commendatore, morì a Colonia sul Reno il 22 gennaio 1947.

## Opere
- (con Giuseppe Toniolo) La protezione legale internazionale dei lavoratori al congresso di Parigi del 1900, Roma, 1900
- Il pensiero politico e sociale di Ketteler, Roma, 1900
- L'Associazione internazionale per la protezione legale dei lavoratori al congresso di Colonia, Roma, 1902
- La protezione internazionale del lavoro: il Congresso di Basilea, Roma, 1904
- La questione sociale delle abitazioni. Governo e comuni in Germania
- Die Neutralität Italiens, 1914
- La Democrazia cristiana in Italia, Freiburg, 1926